# Cascine di Milano

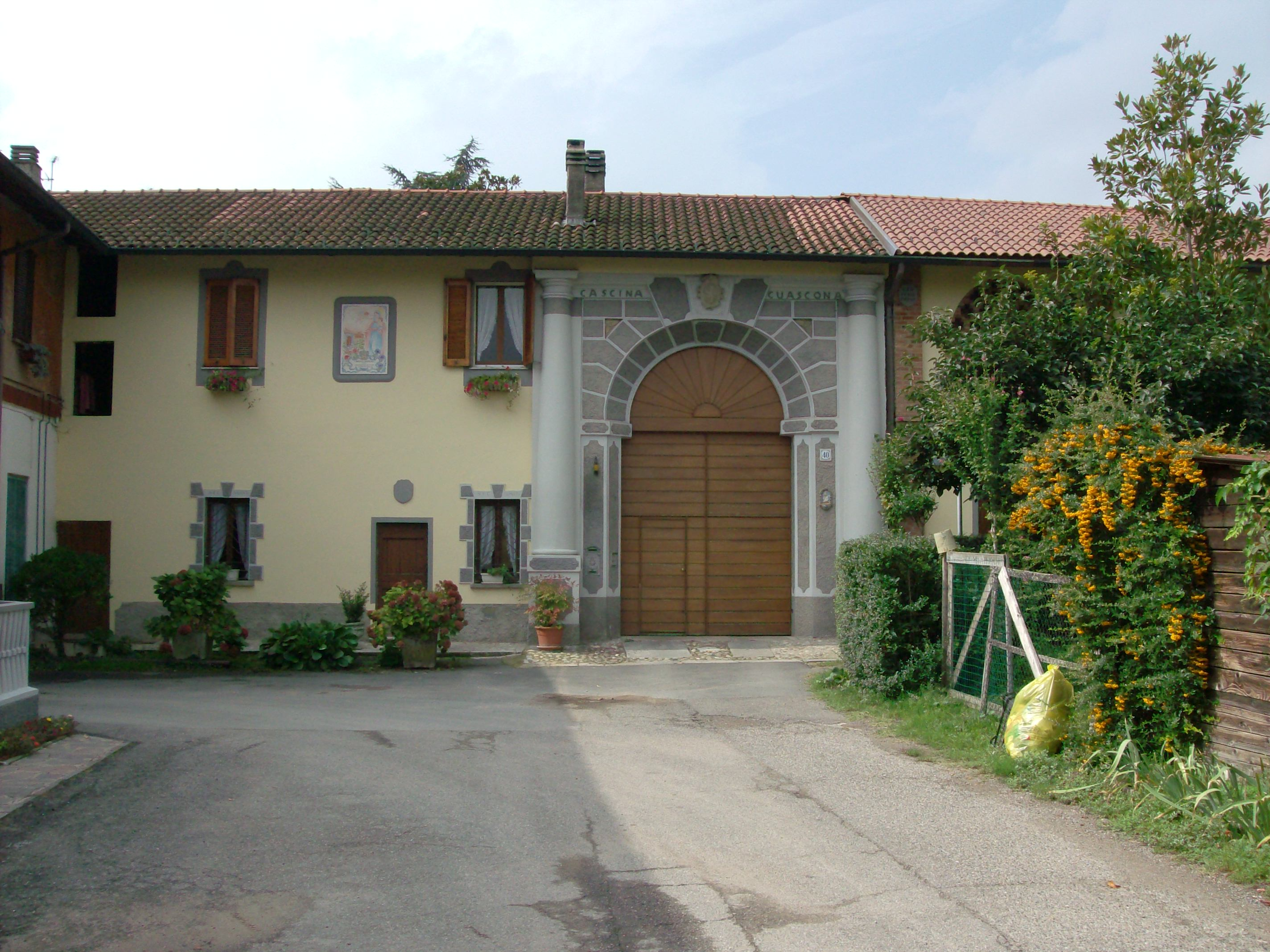
La Cascina Guascona

Le cascine di Milano sono degli edifici storici ad uso residenziale e agricolo caratterizzati da una struttura a corte che si trovano nella periferia di Milano e che un tempo non facevano parte del territorio comunale del capoluogo lombardo vivendo autonomamente rispetto alla città.

## Descrizione

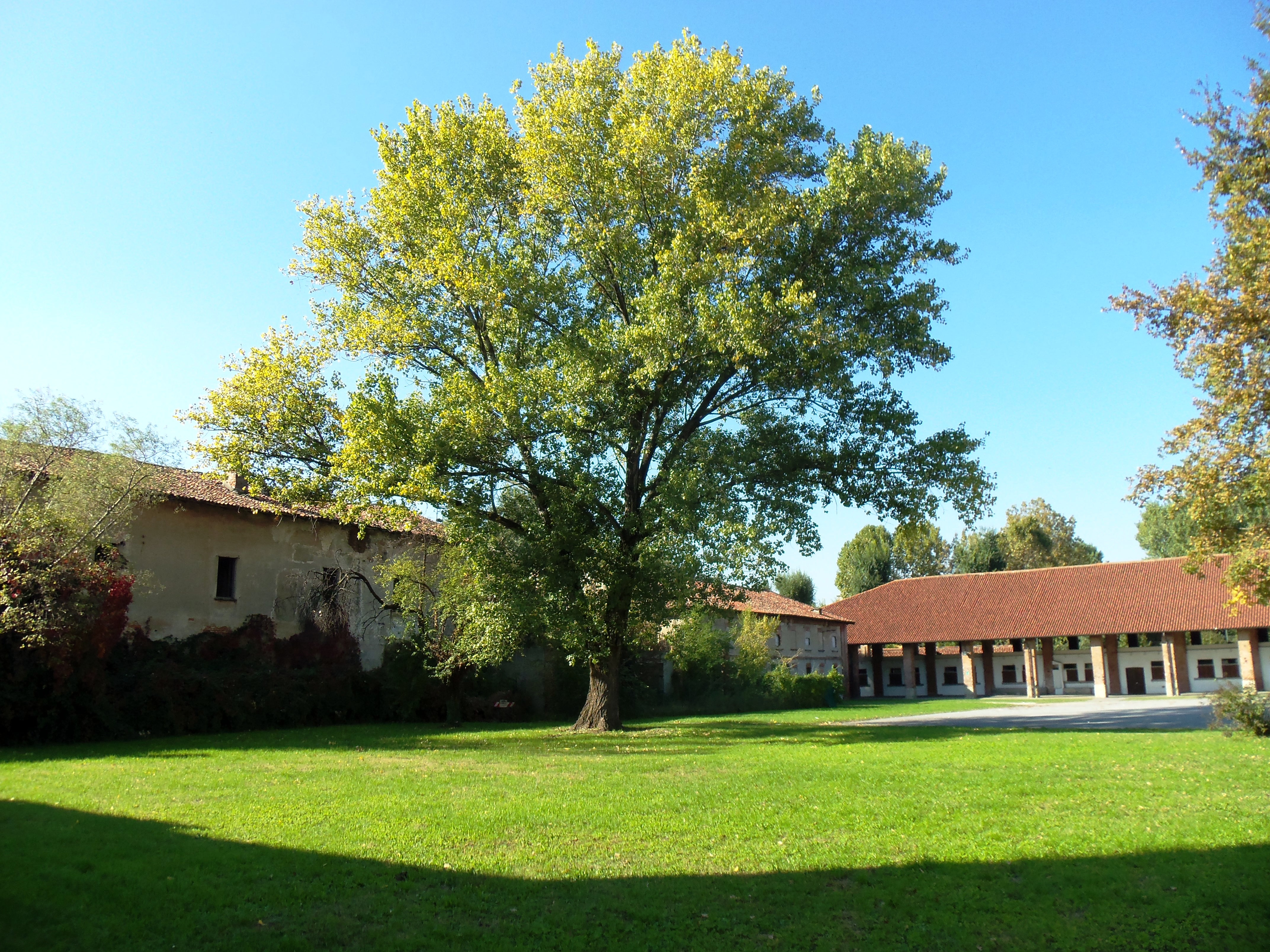
Cascina Monluè

Oggi a Milano sono sopravvissute un centinaio di cascine, cinquantanove delle quali fanno parte del demanio comunale come, per esempio, Cascina Torchiera, cascina Linterno, cascina Caldera o Cascina Monterobbio. Gli altri proprietari sono l'Ospedale Maggiore, l'Aler (ex Istituto Autonomo Case Popolari), la curia o grandi immobiliari: diciotto sono diroccate, le altre hanno trovato utilizzo come biblioteche, aree di svago, centri di accoglienza (per anziani, disabili o tossicodipendenti) o centri residenziali. Tredici, però, in piena area urbana, sono ancora condotte da fittavoli, secondo l'uso milanese, come aziende agricole in attività.
Tra queste citiamo: la cascina Campi a Trenno, la cascina Molino del Paradiso a Muggiano (cavalli e foraggio), la cascina Gaggioli in via Selvanesco, il mulino della Pace Barona, la cascina Battivacco alla Barona (riso), la cascina Basmetto alla Barona (riso), la cascina Campazzo (latte) e la cascina Nosedo (latte e derivati). Sempre a sud della Barona, sono presenti le secentesche cascine San Marco e San Marchetto.

## Storia

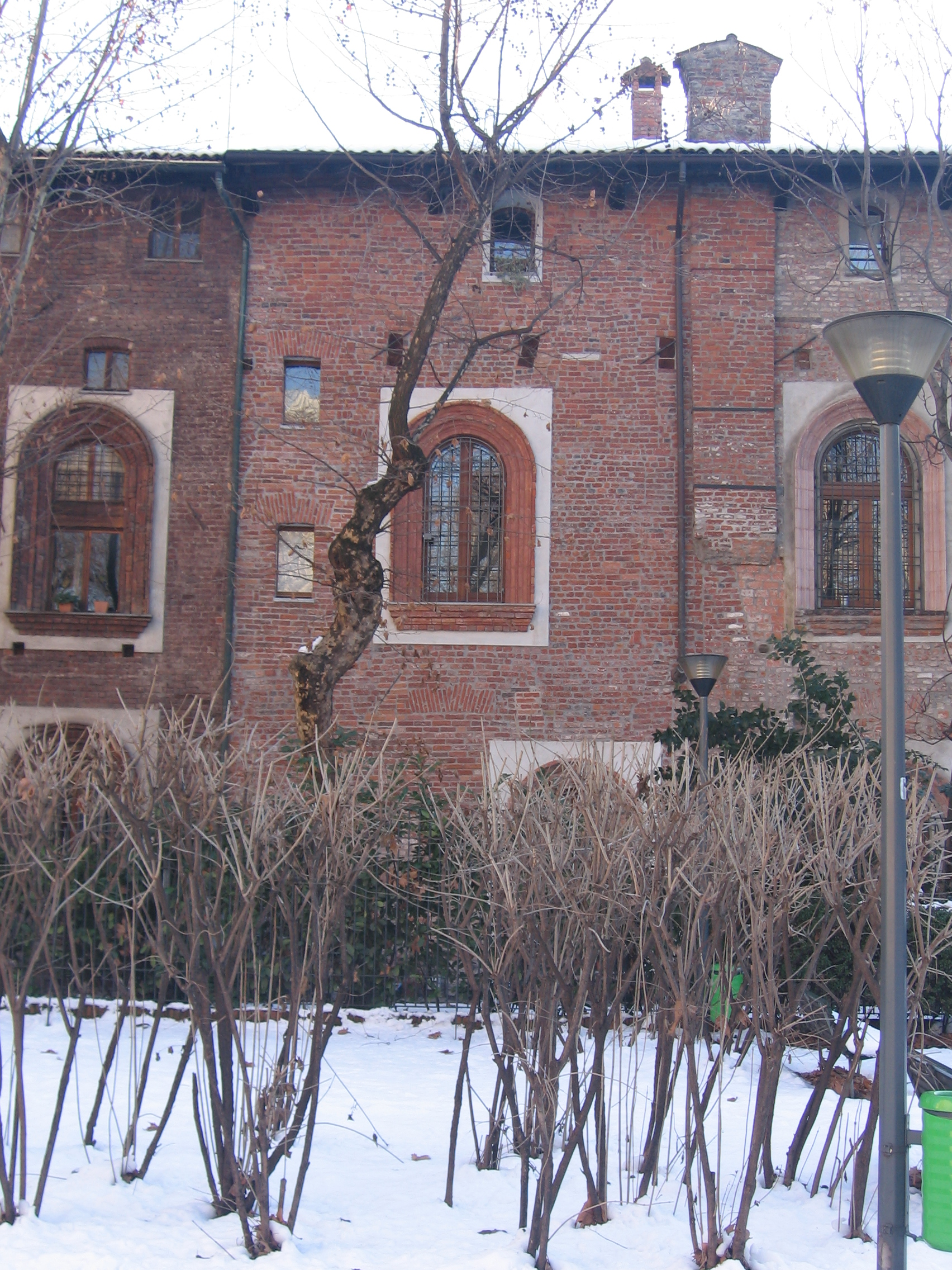
Facciata nord della Cascina Boscaiola

La più antica cascina di Milano è Cascina Chiesa Rossa, che risale al X secolo e che si trova in un ampio parco pubblico in riva al Naviglio Pavese. Dell'XI secolo è Cascina Assiano, fino al 1841 comune autonomo. Nel 1841 il comune di Assiano fu aggregato a quello di Muggiano, a sua volta annesso a Baggio nel 1869. Alla fine, nel 1923, anche il comune di Baggio, ultimo Sindaco Cesare Stovani, fu soppresso e annesso alla città di Milano. Di tutte le comunità aggregate nel tempo a Milano, la Cascina Assiano è l'unica a non aver subito sul suo territorio il benché minimo segno di espansione edilizia, rimanendo niente più che una cascina di campagna, mentre immediatamente dopo la linea di confine con Settimo Milanese sono invece presenti grossi insediamenti industriali e abitativi. Nei pressi di Cascina Assiano si trova Cascina Malandra, chiamata anche Torre del Ronco, che sorge ad occidente di Assiano nei pressi di Monzoro, e Cascina Moirano, che è un antico insediamento agricolo sulla strada per Settimo Milanese.
Del XII secolo è invece Cascina Corte Regina, che prende il nome dall'antica località di Corte Regina, un tempo chiamata Rottole, antico toponimo di origine longobarda probabilmente derivato dal re longobardo Rotari. 

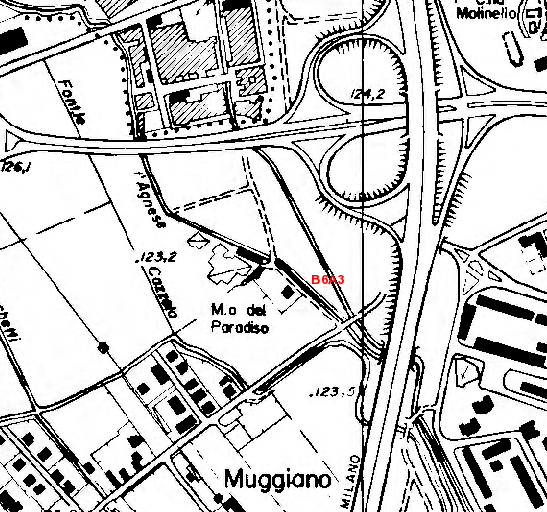
La Cascina Molino del Paradiso a Muggiano

Del XIII secolo sono la Cascina Linterno e la Cascina Monluè: la prima è un'antica grangia del contado milanese un tempo sita al quarto miglio di distanza dalla città, all'interno dell'ex comune di Sella Nuova, che fu soppresso venendo annesso a Baggio nel 1869. Monluè ospitò invece dal XIII al XVI secolo un monastero dei frati umiliati; successivamente si tramutò in una cascina agricola. Risale alla stessa epoca anche la Cascina Molino del Paradiso a Muggiano.
Risalenti al XIV secolo sono Cascina Garegnano, Cascina Torchiera e Cassina Triulza. La prima si trova nel quartiere Lorenteggio, mentre la seconda è situata nella periferia ovest della città, sull'antico territorio municipale di Garegnano, affacciata sulla piazza del Cimitero Maggiore di Milano. La Cascina Torchiera rimase di proprietà dei Padri della Certosa di Garegnano, a cui fu donata dal vescovo Giovanni Visconti, fino al 1888. Cassina Triulza, che si trova nella periferia nord-occidentale di Milano, nel triangolo delimitato dall'autostrada A8, dall'autostrada A4 e dalla tangenziale A52, viene nominata per la prima volta, come Cassina Trivulza in un documento del 1346.

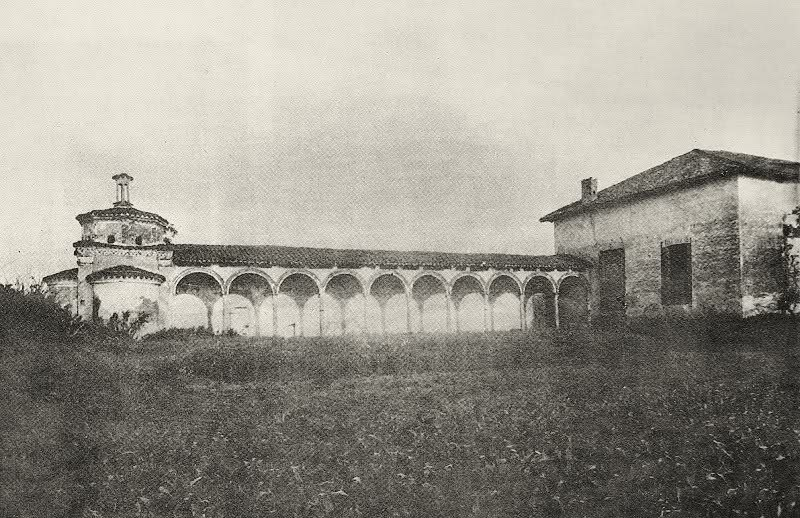
Sul destra, Cascina Pozzobonelli, mentre sulla sinistra il portico e la cappelletta. Dell'intera struttura è giunta sino ai giorni nostri solo la cappella e un breve tratto di portico

Del XV secolo sono Cascina Boscaiola, Cassina de' Pomm, Cascine Guascona e Guasconcina, Cascina Monastero e Cascina Pozzobonelli. La Cascina Boscaiola è un complesso agricolo situati tra viale Jenner e via Porro. Si tratta di un complesso storico costruito principalmente come tenuta di caccia della Signoria di Milano, prima i Visconti e poi gli Sforza. La cassina de' Pomm (cascina delle mele in lingua italiana), che è situata in via Melchiorre Gioia, lungo il Naviglio della Martesana, faceva parte di un articolato sistema di terreni destinato alla coltivazione di frutteti di mele (da cui deriva il nome della cascina) che fu voluto da Francesco Sforza nel XV secolo.

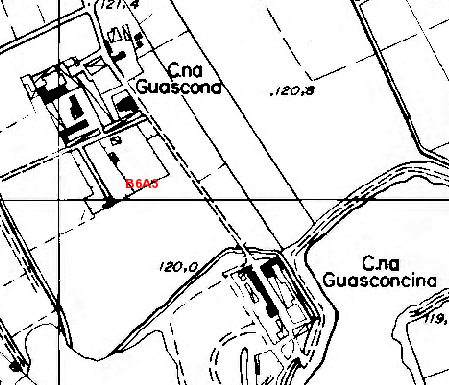
Le Cascine Guascona e Guasconcina si trovano fuori Muggiano, direzione Trezzano sul Naviglio

Le Cascine Guascona e Guasconcina si trovano nel territorio del quartiere milanese di Muggiano. Un tempo le località Guascona, Guasconcina ed Assiano erano frazioni del comune di Muggiano, che era dotato, come già accennato, di una propria amministrazione. Il nucleo originario della Cascina Monastero, che si trova nel quartiere milanese di Baggio, fu realizzato da monaci Olivetani, che ne fecero un monastero che accrebbe gradualmente la sua importanza. La Cascina Pozzobonelli fu invece costruita come villa suburbana per la villeggiatura da Gian Giacomo Pozzobonelli in epoca sforzesca. Il declino della proprietà cominciò con la morte del cardinale Giuseppe Pozzobonelli, arcivescovo di Milano, avvenuta nel 1783. Il palazzo fu abbattuto a più riprese fra il 1898, con l'apertura del viale Andrea Doria, e il 1907, anno di inizio della costruzione dell'attuale stazione di Milano Centrale. Dell'intera struttura sono giunti sino ai giorni nostri una cappella e un breve tratto del portico.

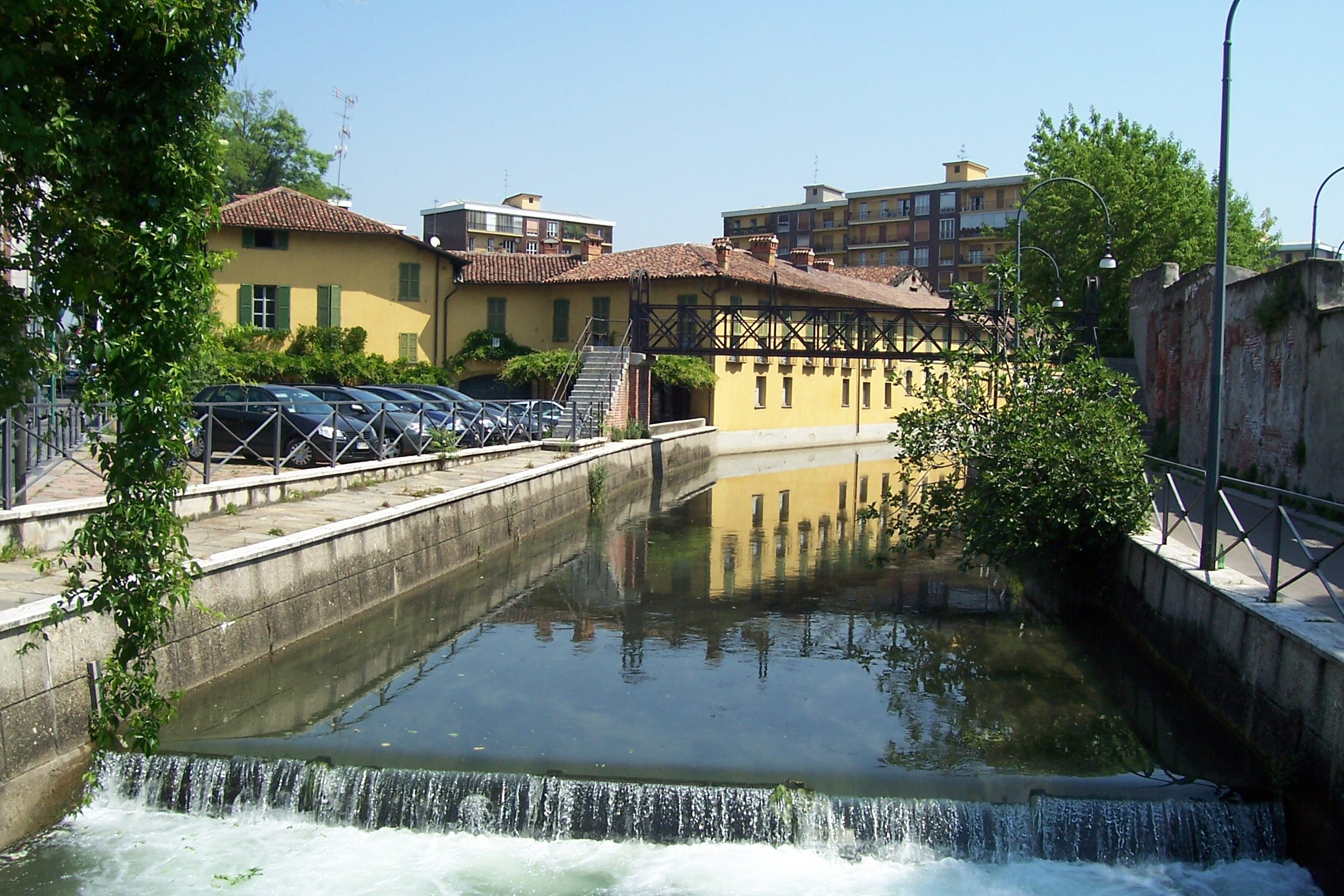
La Cassina de' Pomm

Molino Dorino nel 1989

Risalenti al XVI secolo sono Cascina Casanova, Cascina Monterobbio, Cascina Torrette di Trenno, Cascina San Gregorio Vecchio e Cascina Selvanesco. Cascina Casanova, o semplicemente Casa Nuova, è situata all'estrema periferia orientale di Milano, oltre la tangenziale est. Fino al 1841 Casa Nuova costituì un comune autonomo, il cui antico territorio è oggi largamente corrispondente al parco Forlanini, delimitato a sud dal viale omonimo. Cascina Monterobbio è situata nella zona della Barona e fa parte del Parco Agricolo Sud. Originariamente l'area di pertinenza ricomprendeva tutta la zona dove è stato edificato il quartiere Sant'Ambrogio e l'ospedale San Paolo nonché la stazione della metropolitana Famagosta. Ha conservato la sua funzione produttiva rurale fino agli anni cinquanta. Cascina Torrette di Trenno si trova in via Quinto Cenni tra la Caserma Santa Barbara e il deposito ATM di via Novara. La sua attività agricola si è interrotta nel 2011. 
Cascina San Gregorio Vecchio, o semplicemente San Gregorio Vecchio, è situata all'estrema periferia orientale oltre la tangenziale. Fino al 1841 San Gregorio Vecchio costituì un comune autonomo, quando fu aggregato a quello di Lambrate con dispaccio governativo del 17 gennaio. Alla fine, nel 1923, anche il comune di Lambrate fu soppresso e annesso alla città di Milano. La Cascina Selvanesco sorge lungo la via Selvanesco. È stato comune autonomo fino al 1757, anno in cui, con la promulgazione dell'editto teresiano relativo alla divisione territoriale della Lombardia, veniva aggregato al comune di Quintosole. Da allora, ne ha seguito le sorti, fino a diventare parte del comune di Milano.
Del XVII secolo sono due cascine dotate di impianti molinatori, ovvero Molino Dorino e Mulino Vettabbia. La ruota a pale del Mulino Dorino era mossa dalle acque del fontanile Cagnola, che confluisce nel fiume Olona a Pero. Molino Dorino dà il suo nome all'omonima stazione della metropolitana di Milano, che è situata poco lontano. È l'ultimo mulino con macine e ingranaggi ancora integri esistente a Milano. Il Mulino Vettabbia è invece un mulino ad acqua del situato sul lato destro delle acque della Vettabbia, tra via Rutilia e via Serio.

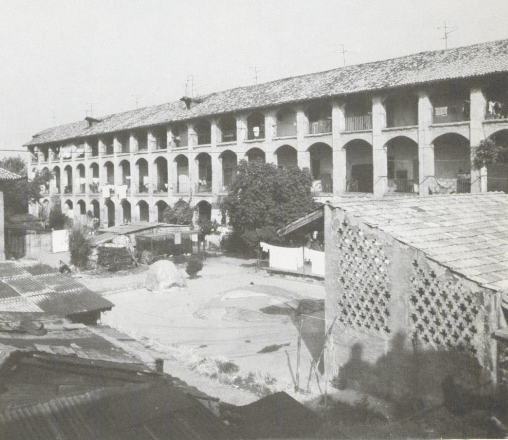
La Cascina Corte Grande nel 1975

Risale alla fine del XIX secolo la Cascina Corte Grande, detta anche "Cascina Muggiano", situata nel quartiere Muggiano, in via Antonio Mosca 198. Si tratta di un imponente esempio di residenza contadina.